# 3:2-Pull-down
3:2-Pull-down ist ein Verfahren zur Umwandlung eines Filmsignals in ein NTSC-Fernsehsignal.
Da der NTSC-Standard mit 29,97 Bildern pro Sekunde (fps) arbeitet, Kinofilme aber mit 24 fps aufgenommen werden, muss die Umwandlung eines Filmsignals in ein NTSC-Fernsehsignal in zwei Schritten erfolgen. Zunächst muss das Filmsignal um etwa 0,1 % verlangsamt werden (genauer: je 1001 Sekunden werden 1000 Sekunden des originalen Filmmaterials abgespielt). Dieser Unterschied ist so gering, dass er für einen Zuschauer nicht bemerkbar ist. Damit ergibt sich für das Filmsignal nun eine Geschwindigkeit von 23,976 Bildern pro Sekunde und somit stehen 4 Einzelbilder im Filmsignal 5 Einzelbildern im NTSC-Signal gegenüber:
Die vier Einzelbilder werden nun im zweiten Schritt unter Zuhilfenahme des Zeilensprungverfahrens auf fünf Bilder gestreckt. Ein Vollbild wird dabei in Halbbilder zerlegt. Aus jedem Kinobild werden abwechselnd zwei oder drei Halbbilder erzeugt: Das erste Vollbild wird zwei Halbbilder lang gezeigt, das zweite Vollbild drei Halbbilder lang, das dritte Vollbild wieder zwei Halbbilder lang usw. Dadurch ergeben sich die gewünschten 59,94 Halbbilder (=29,97 Bilder) pro Sekunde für NTSC. Bei Einstellungen mit feststehender Kamera oder bei schnellen Schwenks ist dies so gut wie nicht erkennbar, bei langsamen Kameraschwenks ergibt sich allerdings ein merkliches Ruckeln im Bewegungsablauf.
Bei digitalen Empfangs- oder Abspielgeräten (Digitalfernsehen, DVD, Video-CD) wird das 3:2-Pull-down meist erst im Endgerät durchgeführt, der eigentliche digitale Datenstrom enthält 23,976 Vollbilder pro Sekunde und ein Flag, welches das Pull-down im Endgerät veranlasst. Dies ist so, da sich die zwei aus verschiedenen Ursprungs-Vollbildern „gemischten“ Vollbilder (jeweils 3. und 4. Bild der Fünfergruppe), die sich durch das Pull-down in jeder Vollbild-Fünfergruppe ergeben, nicht gut komprimieren lassen. Beim umgekehrten Fall, der Speicherung eines Videosignals, das durch Pull-down entstanden ist, sollte daher im Interesse einer guten Datenkompression zuerst ein Inverse Telecine durchgeführt werden, also das Pull-down wieder rückgängig gemacht werden. Die meisten digitalen Videorekorder für NTSC-Signale erkennen Pull-down automatisch und führen dann vor der Speicherung (z. B. auf eine integrierte Festplatte) ein Inverse Telecine durch.